# Tragia plumieri
Tragia plumieri är en törelväxtart som beskrevs av Alicia Lourteig. Tragia plumieri ingår i släktet Tragia och familjen törelväxter.
Artens utbredningsområde är Haiti. Inga underarter finns listade i Catalogue of Life.